# Monte Merbabu
Monte Merbabu (en indonesio: Gunung Merbabu) es un estratovolcán inactivo en la provincia de Java central, en la isla indonesia de Java. El nombre Merbabu podría ser traducido libremente como «montaña de la ceniza» con las palabras combinadas javanesas; Meru significa 'montaña' y awu o abu significa 'ceniza'.
El volcán activo del monte Merapi está justo al lado de su parte sureste, mientras que la ciudad de Salatiga se encuentra en sus estribaciones septentrionales. 
Una superficie de 57 km² de la montaña ha sido declarada parque nacional en 2004.